# Mira (cantante)
Mira, pseudonimo di Maria Mirabela Cismaru (Rovinari, 12 marzo 1995), è una cantante rumena.

## Biografia
Mira si unì alla band Anonim Band, durante la quale scoprì la sua passione per la chitarra. È apparsa nel mondo della musica nel 2012, insieme a DJ Marc Ryan, poi si è affermata attraverso il talent show Vocea României, dove il suo mentore era il cantante e cantautore Marius Moga. Dopo aver partecipato a Vocea României, Mira ha costruito una carriera musicale e pubblicato diverse canzoni di successo.
Tra i singoli promossi da Mira ci sono "Like", una canzone composta da Theea Miculescu, "Bella" e "Ballad of love", ma anche collaborazioni con artisti come Kio e What's Up ("Dragostea nu se stinge") o Corina e Skizzo Skillz ("Fete din Balcani"). In passato, Mira ha collaborato con Allexinno (treAlex), Antino Ant. e Zhao, e dal 2014 è diventata un'artista della Global Records, etichetta discografica di Inna, collaborando con Antonia, Sasha Lopez e Lariss, tra gli altri. Nel settembre 2017, Mira è diventata la nuova solista del DJ Project, con cui ha pubblicato due brani: "Omnia" e  "Inimă nebună".

## Discografia

### Album in studio
- 2021 – Divina

### Singoli
- 2012 – So (La la) (con DJ Marc Ryan)
- 2013 – Loving You (con Allexinno)
- 2013 – In Love (con Allexinno)
- 2014 – Zi-mi ceva (con Zhao)
- 2014 – Like
- 2014 – Masca lui Zorro
- 2014 – Dragostea nu se stinge (con Kio & What's Up)
- 2015 – Fete din balcani (con Corina e Skizzo Skillz)
- 2015 – Balade de iubire
- 2015 – Petrecere de adio (con Piticu)
- 2016 – Bella
- 2017 – Anii mei
- 2017 – Uit de tine
- 2017 – Omnia (con i DJ Project)
- 2017 – Drăguț de sărbători
- 2018 – Vina
- 2018 – Inimă nebună (con i DJ Project)
- 2018 – Ce-o fi, o fi (con Vescan)
- 2018 – Tu mă faci
- 2019 – Cum de te lasă
- 2019 – Străzile din București (con Florian Rus)
- 2019 – Maldita noche
- 2019 – Cădere în gol (con Alex Velea)
- 2020 – De ce?
- 2020 – Plus și minus
- 2020 – O privire
- 2020 – Învață-mă
- 2020 – Maracas (con Lino Golden)
- 2020 – Dragostea din tei
- 2020 – Zero absolut
- 2020 – Cineva
- 2021 – Nave spațiale
- 2021 – Arctic
- 2021 – Zi merci
- 2021 – Cheia inimii mele (con i DJ Project)
- 2021 – Dragă moșule (con Aurelia Cimpoieru)
- 2021 – Deziubește-mă (con Mario Fresh)
- 2022 – Tu cu ea (con Lora)
- 2022 – Toată noaptea (con Juno)
- 2022 – 16 ani (con Uzzi)
- 2023 – Strawberry Heart
- 2023 – N-am să te las
- 2023 – Bye, Bye (con Bvcovia)
- 2023 – Come with Me
- 2023 – Alo, alo (con Vescan)
- 2023 – Ca-n România (con Theo Rose)
- 2024 – Dor de tine
- 2024 – Bad Booty
- 2024 – Ce ai tu
- 2024 – Ring, ring
- 2024 – Duro
- 2024 – Ladida
- 2024 – Să fii tu (con Rareș)
- 2024 – Love Again
- 2024 – E româncă (con Juno)
- 2024 – Încă ne iubim (con Florian Rus)
- 2024 – Bota
- 2025 – Toată lumea dansează
- 2025 – Nu mă ia
- 2025 – Bună dimineața (con Liviu Teodorescu)